# Selo (gmina Moravske Toplice)
Selo (węg. Nagytótlak, prekm. Selanci) – miejscowość w Słowenii w gminie Moravske Toplice w regionie Prekmurje.